# Eigengrau
L'Eigengrau o Eigenlicht (in olandese e tedesco "propria luce" o "grigio proprio"), luce scura o brain gray (in inglese "grigio cervello"), è il colore che molte persone riferiscono di vedere in assenza di luce. Il termine Eigenlicht risale al diciannovesimo secolo, ma è stato usato raramente in recenti pubblicazioni scientifiche. Termini scientifici comuni per il fenomeno, includono "rumore visivo" o "adattamento dello sfondo". Questi termini sorgono a causa della percezione di un campo in continua evoluzione di piccoli punti bianchi e neri visti nel fenomeno.

## Causa
I ricercatori hanno notato che la forma delle curve di sensibilità all'intensità potrebbe essere spiegata assumendo che una fonte intrinseca di rumore nella retina produca eventi casuali indistinguibili da quelli innescati da fotoni reali. Esperimenti successivi su bastoncelli dei rospi hanno mostrato che la frequenza di questi eventi spontanei è fortemente dipendente dalla temperatura, il che potrebbe implicare che siano causati dall'isomerizzazione termica della rodopsina. Nei bastoncelli umani questi eventi si verificano circa una volta ogni 100 secondi in media, il che, tenendo conto del numero di molecole di rodopsina in un bastoncello, implica che l'emivita di una molecola di rodopsina è di circa 420 anni.  L'indistinguibilità degli eventi oscuri dalle risposte dei fotoni supporta questa spiegazione, perché la rodopsina è all'ingresso della catena di trasduzione. D'altra parte, processi come il rilascio spontaneo di neurotrasmettitori non possono essere completamente esclusi.